# Albert Messiah

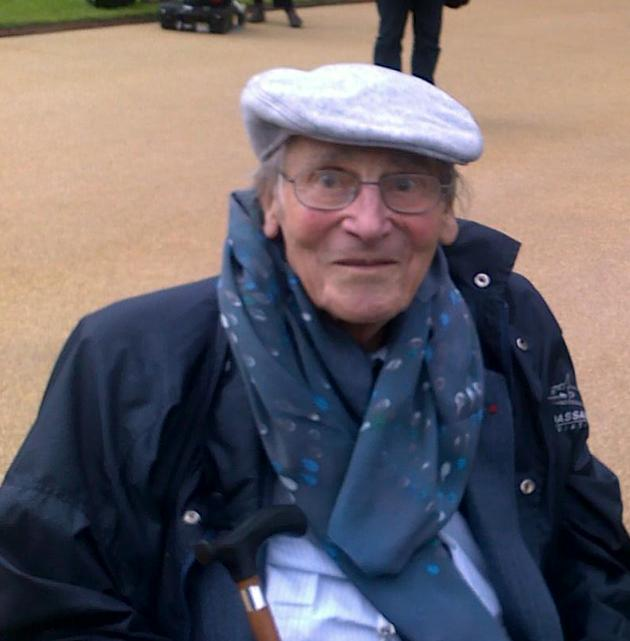
Messiah auf der Feier zum 70. Jahrestag des Aufrufs von General de Gaulle am 18. Juni 2010 in London

Albert Messiah (* 23. September 1921 in Nizza; † 17. April 2013 in Paris) war ein französischer theoretischer Physiker.
Messiah studierte ab 1940 an der École polytechnique und war dann während des Zweiten Weltkriegs Mitglied der Forces françaises libres in Afrika (Dakar, Tschad) und nahm 1944 als Leutnant in der 2. Panzer-Division von Generalmajor Leclerc an der Befreiung Frankreichs teil, wobei er auch an der Eroberung bzw. Besetzung von Hitlers Berghof in Obersalzberg beteiligt war. 1946 war er am Institute for Advanced Study in Princeton, wo er an einem Seminar von Niels Bohr teilnahm. Im Jahre 1947 promovierte er in Paris an der École polytechnique. Zurück in Frankreich unterrichtete er Quantenmechanik nach modernen Methoden an der Universität Paris-Süd (Universität Paris 11) in Orsay und forschte unter anderem in Kernphysik für das neu gegründete Commissariat à l’énergie atomique (CEA) in Saclay (Anfang der 1950er Jahre zum Beispiel über Physik der Neutronendiffusion). Er wurde dort 1965 zum Chef du département de physique ernannt und war seit 1972 Directeur de la Physique des CEA. Messiah war Professor an der Universität Pierre und Marie Curie (Universität Paris VI).
Messiah ist bekannt für sein zweibändiges Quantenmechanik-Lehrbuch, zuerst 1959 auf Französisch erschienen. Es wurde auch ins Deutsche übersetzt und ist seit seinem Erscheinen eines der Standard-Lehrbücher der Quantenmechanik.
Er war Offizier (1992) und ab 2012 Kommandeur der Ehrenlegion, Offizier des Ordre du Mérite und Kommandeur der Palmes académiques.

## Schriften
- Quantenmechanik, 2 Bände, de Gruyter 1976, 1991, Band 1, ISBN 3-11-011452-6, Band 2, ISBN 3-11-012669-9, französisches Original: Mécanique quantique. Dunod, Paris 1959, 1964, 1969, englische Übersetzung: Quantum Mechanics. New York, Interscience und Amsterdam, North Holland, 1961/62.